# Ray Wilson (football)
Pour les articles homonymes, voir Ray Wilson et Wilson.
Ramon Wilson, plus connu sous son surnom Ray Wilson, né le 17 décembre 1934 à Shirebrook et mort le 15 mai 2018 à Huddersfield,, est un footballeur anglais. 
Arrière gauche d'Huddersfield Town puis d'Everton, il remporte avec l'Angleterre la Coupe du monde en 1966.

## Biographie
Jeune footballeur travaillant comme ouvrier, Ray Wilson est repéré en 1952 par Huddersfield Town, un club du nord de l'Angleterre. Il y signe son premier contrat professionnel en 1955, à 20 ans, et devient deux ans plus tôt titulaire régulier comme défenseur gauche, au moment où le club chute durablement en deuxième division. Il y use notamment de ses qualités physiques, de force et de vitesse.
Malgré le fait de jouer en deuxième division, il est sélectionné en équipe nationale à partir de 1960, notamment pour la Coupe du monde de 1962, et garde ensuite la confiance du nouveau sélectionneur Alf Ramsey. Il est le joueur de Huddesfield à avoir honoré le plus de sélections avec l'Angleterre. 
Wilson est recruté en 1964 par le club d'Everton, basé à Liverpool. Il y connaît une blessure sérieuse lors de sa première saison, mais y remporte en 1966 son premier titre national en club : la FA Cup. Il perd deux ans plus tard une deuxième finale face à West Bromwich Albion. Amoindri par une nouvelle blessure et un âge plus avancé, il est libéré par son club en 1969.
Avec l'Angleterre, Wilson dispute quatre matchs lors du mondial 1962 et les six matchs du mondial 1966, notamment sa finale remportée face à l'Allemagne. Il est impliqué lors de ce match sur les deux buts allemands. Il est le plus vieux des joueurs composant l'équipe victorieuse. Il participe à la campagne anglaise de l'Euro 1968, qui s'achève avec une victoire en petite finale sur l'Union soviétique. Il compte finalement 63 sélections (et 0 but) avec l'équipe d'Angleterre entre 1960 et 1968 (certaines sources indiquent seulement 62 sélections). 
Entre 1969 et 1971, il signe en fin de carrière deux piges avec Oldham Athletic et Bradford City. De septembre à novembre 1971, il est nommé entraîneur par intérim du club de Bradford City mais cette reconversion reste sans lendemain. Il retourne à Huddersfield où il crée une société de pompes funèbres et ne prend sa retraite qu'en 1997.
En 2000, il est fait membre (Member) de l'Ordre de l'Empire britannique (MBE), en même temps que ces anciens coéquipiers de 1966 Roger Hunt, George Cohen, Nobby Stiles et Alan Ball. En 2008, il fait son entrée à l'English Football Hall of Fame.
Parmi les joueurs figurant sur la statues placées devant Boleyn Ground, il est le seul a ne pas avoir évolué à West Ham.

## Palmarès
Angleterre
- Vainqueur de la Coupe du monde 1966
- Vainqueur du British Home Championship

Everton
- Vainqueur de la Coupe d'Angleterre (FA Cup) en 1966